# Millingen aan de Rijn
Millingen aan de Rijn – gmina w prowincji Geldria w Holandii. Jest to bardzo mała jednostka administracyjna, w 2014 roku liczyła zaledwie 5 883 mieszkańców przy 10,27 km².
1 stycznia 2015 roku gmina połączy się z Ubbergen oraz Groesbeek.
Przez gminę przechodzi droga prowincjonalna N840.
Składa się z wioski Millingen stanowiącej dużą większość mieszkańców gminy. W jej skład wchodzi także jeden przysiółek – Zeeland.